# Isabel Maria da Baviera
Isabel Maria da Baviera (Munique, 10 de outubro de 1913 — 3 de março de 2005) foi uma princesa da Baviera por nascimento e condessa pelo seu primeiro casamento.

## Família
Isabel Maria foi a segunda filha do príncipe Afonso da Baviera e da princesa Luísa de Orleães. Os seus avós paternos eram Adalberto Guilherme da Baviera e Amália de Bourbon, infanta da Espanha. Os seus avós maternos eram Fernando d'Orleães, duque d'Alençon e a duquesa Sofia Carlota da Baviera.
Ela teve um único irmão mais velho, José Clemente da Baviera.

## Biografia
Aos 25 anos, no dia 6 de abril de 1939, Isabel Maria casou-se com o conde Franz Joseph de Kageneck, de 23 anos, no Palácio Nymphenburg.
Eles tiveram três filhos juntos. O conde lutou durante a Segunda Guerra Mundial, e morreu em 29 de dezembro de 1941.
Alguns anos depois, a princesa casou-se com Ernst Kustner, em 9 de maio de 1944, em uma cerimônia civil, e em 6 de junho do mesmo ano, os dois realizaram uma cerimônia religiosa.
O casal teve quatro filhas. Nove anos depois, eles se divorciaram em 13 de agosto de 1953.
Isabel Maria faleceu em 3 de março de 2005, aos 91 anos de idade.

## Descendência
De seu primeiro casamento:
- Hubertus Joseph Alphonse Carl Michael Maria de Kageneck (n. 1940), conde de Kageneck. Foi casado quatro vezes, sendo que sua última esposa foi Michaela de Habsburgo-Lorena, de quem se divorciou em 1998. Sem descendência;
- Michael Klemens Maria de Kageneck (n. 4 de dezembro de 1941), conde de Kageneck. Sua primeira esposa foi Christina Maria Bengels, com quem teve três filhos. Após o divórcio em 1970, casou-se com Beate Apeldorn, com quem teve um filho. Após outro divórcio, casou-se com Lieselotte Buchenthal, com quem teve mais dois filhos;
- Peter de Kageneck (4 de dezembro de 1941 – 24 de junho de 2009), conde de Kageneck. Foi marido de Brigitte von Sievers, com quem teve três filhos;

De seu segundo casamento:
- Maria Anna Josephine Kustner (n. junho de 1943);
- Felicitas Kustner (n. junho de 1945);
- Christina Kustner (n. 20 de dezembro de 1946);
- Gabriele Kustner (n. 3 de janeiro de 1948).